# Permalloy

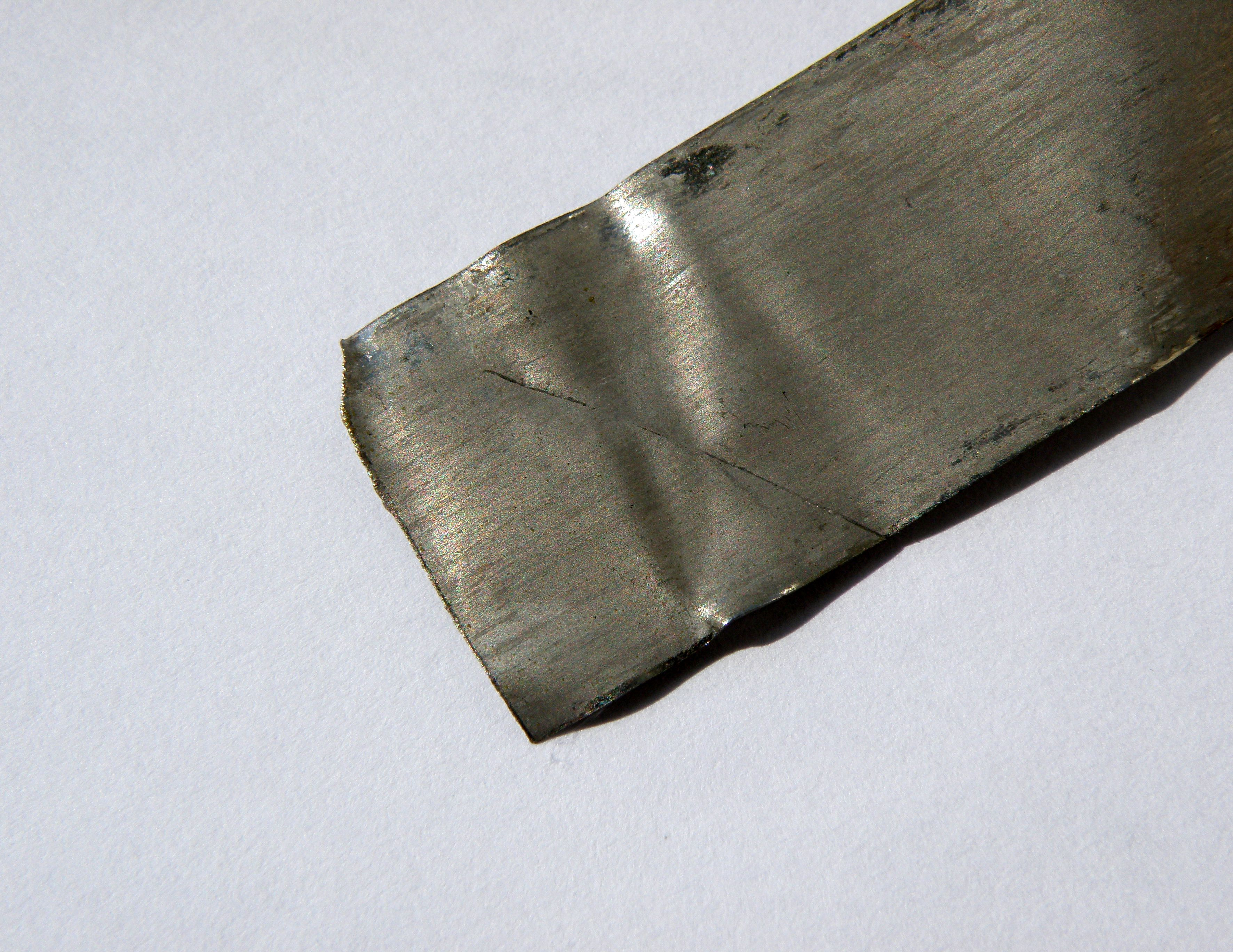
En liten bit permalloy

Permalloy är en magnetisk legering bestående av 20 % järn och 80 % nickel. Legeringen har anmärkningsvärt hög magnetisk permeabilitet, vilket gör den användbar som ett magnetiskt kärnmaterial i elektrisk och elektronisk utrustning. Materialet kan även användas för avskärmning av magnetfält. Kommersiella legeringar av permalloy har normalt en relativ permeabilitet på ungefär 100.000, jämfört med några tusen för vanligt stål.
Förutom hög permeabilitet är dess andra magnetiska egenskaper låg koercivitet, närmast obefintlig magnetostriktion samt betydande anisotrop magnetoresistans. Dess låga magnetostriktion är kritisk för industriella tillämpningar, där den kan användas i tunna filmer med variabla påkänningar som annars skulle orsaka en förödande stor variation i magnetiska egenskaper. Elektriska resistiviteten för permalloy varierar i allmänhet inom intervallet 5 % beroende på styrkan och riktningen av ett pålagt magnetfält. Permalloy har vanligtvis en ytcentrerad kubisk kristallstruktur med en gitterkonstant på cirka 0,355 nm i närheten av en nickel-koncentration av 80 %. Permalloy används i transformatorplåt och magnetiska inspelningshuvuden.

## Utveckling
Permalloy utvecklades ursprungligen vid början av 1900-talet för att induktivt kompensera telegrafkablar.. När den första transatlantiska undervattenstelegrafkabeln lades på 1860-talet fann man att en oväntat hög kapacitiv reaktans förorsakade störningar som minskade den maximala signaleringshastigheten till endast 10 - 12 ord per minut. Förutsättningar för överföring av signaler via kablar utan distorsion utarbetades för första gången matematiskt 1885 av Oliver Heaviside. Det upptäcktes av Karup i Danmark att en kabels kapacitiva reaktans kunde kompenseras genom att linda den med en tråd eller tejp av metall med hög permeabilitet, och på så sätt öka induktansen. Efter en långvarig efterforskning upptäcktes permalloy 1914 av Gustav Elmén vid Bell Labs, som fann att det hade högre permeabilitet än kiselstål. Senare, 1923, fann han att dess permeabilitet kunde starkt förbättras genom värmebehandling. En inpackning med permalloyband kan enligt uppgift fyrfaldigt öka signaleringshastigheten på en telegrafkabel.

## Andra sammansättningar
Andra sammansättningar av permalloy finns tillgängliga och betecknas med ett numerisk prefix som anger procenthalten nickel i legeringen. Till exempel betyder beteckningen 45 permalloy att legeringen innehåller 45 % nickel och 55 % järn. Molybden permalloy, en legering bestående av 81 % nickel, 17 % järn och 2 % molybden, uppfanns 1940 vid Bell Labs. När materialet användes i telefonlinjer av koppar för långa avstånd, medförde det en tiofaldig ökning av högsta linjehastighet. Supermalloy med 77 % Ni, 14 % Fe, 5 % Cu, och 4 % Mo, är också välkänt för sin höga prestanda som mjukmagnetiskt material och kännetecknas av hög permeabilitet och låg koercivitet.